# Жаулки (Копыльский район)
Жаулки (бел. Жа́вулкі) — деревня в Копыльском районе Минской области Беларуси. Входит в состав Потейковского сельсовета.

## География
Расположена в 12 км на запад от Копыля, 132 км на юг от Минска, 16 км от железнодорожной станции Тимковичи на линии Осиповичи — Барановичи. Транспортные связи по шоссе Узда — Копыль и дальше по автомобильной дороге Копыль — Потейки — Кудиновичи.
Ближайшие населённые пункты Кудиновичи, Потейки, Трояново, Чирвоная Горка и др.

## История
В середине XIX века деревня Жаулки упоминается в Слуцком уезде Минской губернии (Российская империя) в качестве частной собственности Олендского. В 1870 году открыли школу грамоты, в которой на 1890 год обучалось 13 мальчиков. В 1887 году основали сыроварный завод. В 1897 году деревня находилась в составе Потейковской волости Слуцкого уезда Минской губернии. В деревне работали хлебозапасная лавка, ветряная мельница, кузница и питейный дом. Жаулки славились ткачеством. Возле деревни был хутор.
25 марта 1918 года согласно Третьей Уставной грамоте деревни Прусы I и Прусы II провозглашались частью Белорусской Народной Республики. В 1921 году правительство Белорусской ССР национализировало 2 имения при деревне. В деревне были мельница, читальня и школа I степени с одним учителем и 60 учениками. В 1924 году при деревне был агроучасток.
С 20 августа 1924 года в Потейковском сельсовете Копыльского района (Слуцкий округ, БССР). В 1924/1925 учебном году в белорусско-язычной школе, расположенной в бывшем помещичьем доме, работал 1 учитель А. П. Було. В школе был 51 ученик и действовал драматический кружок.
В начале 1930-х годов создан колхоз «Красноармеец», работали кузница и 2 ветряка.
С 20 февраля 1938 года в Минской области.
Перед Второй мировой войной в деревне 156 дворов, 785 жителей.
27 июня 1941 года немецкие войска захватили Жевулки в ходе Немецко-советской войны. В деревне действовала община комсомола во главе с секретарем Н.Таро. 5 февраля 1943 года немецкие каратели погубили 512 жителей Жевулок, в том числе детей, женщин и стариков, в ходе карательной операции. Был уничтожен 121 двор. 1 июля 1944 года Красная Армия СССР заняла деревню. В ходе Немецко-советской войны на фронте и в советских партизанах погибло 62 сельчанина.
С 20 сентября 1944 года в Бобруйской области. С 8 января 1954 года снова в Минской области. В 1960 году деревня и посёлок в колхозе «Прогресс».
В 1967 году на могиле сельчан, погубленных немецкими карателями в Немецко-советскую войну, что базируется на окраине деревни, установлен памятник.
В 2007 году в сельскохозяйственно-производственном кооперативе «Потейки».

## Население

### Численность
- 2009 год — 29 жителей

### Динамика
- 1897 год — 472 жителей, 92 дворов + 10 жителей (хутор)
- 1901 год — 522 жителей, 90 дворов[3] + 20 жителей (имение)
- 1917 год — 535 жителей, 95 дворов + 123 жителей, 3 дворов (2 имения)
- 1924 год — 514 жителей, 104 дворов + 10 жителей (агроучасток)
- 1926 год — 531 жителей, 114 дворов
- 1941 год — 785 жителей, 156 дворов
- 1960 год — 146 жителей + 60 жителей (посёлок)
- 1997 год — 74 жителей, 47 хозяйств
- 1999 год — 76 жителей (перепись населения)
- 2007 год — 39 жителей, 26 хозяйств
- 2009 год — 29 жителей (перепись населения)[3]
- 2010 год — 36 жителей, 24 хозяйства

## Улицы
- Красногорская

## Достопримечательность
- Мемориал жертвам фашизма.[5][6]
- ДОТы.